# Estádio Dirceu Arcoverde
Estádio Dirceu Arcoverde – stadion piłkarski, w Parnaíba, Piauí, Brazylia, na którym swoje mecze rozgrywa klub Parnahyba Sport Club.